# Constantino Vicente Gaito
 Constantino Vicente Gaito,  (3 de agosto de 1878, Buenos Aires, Argentina; 14 de diciembre de 1945, fue un pianista, compositor y profesor de música argentino que contribuyó al desarrollo de la música de su país destacándose en muchas de sus composiciones por acentuar su rasgo localista con la influencia de la música folclórica sin perjuicio del influjo del verismo italiano y del impresionismo francés. 

## Actividad profesional
Estudió música en Nápoles en el Conservatorio San Pietro a Majella y a su regreso al país enseñó música en un conservatorio que creara. También fue profesor de armonía en el Conservatorio Nacional en Buenos Aires y llegó a destacarse como profesor de composición, donde dio clases a Montserrat Campmany y Cortés.  Entre quienes fueron sus alumnos se cuentan José María Castro, Luis Gianneo y Juan José Castro.
Integró el Cuarteto de la Sociedad Argentina de Música de Cámara (1914-1915), junto a León Fontova, Juan José Castro (violines), Aníbal Canut (viola) y José María Castro (violonchelo).

## Obras
Entre sus obras se encuentran las óperas, Los pajes de su majestad (1915), Petronio (1919), Flor de nieve (1922), Ollantay (1926), Lázaro  (1927) y La sangre de las guitarras  (1931); la música de escena, Edipo  (1926) y Antígona (1930), los ballets Cuadro campestre  (1926) y La flor del irupé (1947) y el poema sinfónico El ombú (1924). También escribió piezas para piano y música de cámara como Cuarteto de cuerdas nº 2 , op. 33 -   Andante (1927). Vals Fantástico op16.

## Fallecimiento y homenajes
Falleció en Buenos Aires el 14 de diciembre de 1945. Una calle en esta ciudad, una en Lomas de Zamora y otra en la ciudad de Córdoba llevan su nombre en su homenaje.Como así también en la localidad de Villa Rosa, en el partido de Pilar (Buenos Aires)